# Сепакюла (Рідала)
Се́пакюла (ест. Sepaküla) — село в Естонії, у волості Рідала повіту Ляенемаа.

## Населення
Чисельність населення на 31 грудня 2011 року становила 11 осіб.

## Географія
Через село проходить автошлях 16113 (Рогукюла — Аглі — Рідала).

## Історія
З 1998 року село відновлено як окремий населений пункт.